# Allium cylleneum
Allium cylleneum — вид квіткових рослин з підродини цибулевих (Allioideae). Ендемік Греції. Етимологія: від лат. “cylleneus” = від гори Кілліні (пн. Пелопоннес).

## Біоморфологічна характеристика
Цибулина яйцеподібна, скупчена, 12–20 × 8–12 мм, з блідо-коричневою оболонкою. Стебло гнуче, прямовисне чи висхідне, 4–10 см заввишки, на 3/4–1 довжини вкрите листковими піхвами. Листків 3, ниткоподібних, субциліндричних, зазвичай довших за суцвіття, 6–11 см завдовжки, запушених. Суцвіття з 3–6 квіток. Обгортки суцвіття коротші за суцвіття чи майже рівні. Оцвітина дзвінчаста; листочки оцвітини біло-рожеві з пурпуровою середньою жилкою і середньою жилкою, хвилясті і закруглені на верхівці, 6.5–7 × 1.6–1.8 мм, зовнішні лінійно-ланцетні, внутрішні лінійно-еліптичні. Тичинки з білими нитками й пиляками солом'яного кольору. Коробочка тристулкова, обернено-яйцювата, 3.5 × 4 мм.

## Поширення
Наразі цей вид, здається, приурочений до вершини гори Профітіс Іліас, найвищої вершини масиву Кілліні на Північному Пелопоннесі (Греція). Він досить рідкісний і зустрічається в орофільних карликових чагарникових угрупованнях з Astragalus rumelicus subsp. taygeticus на мезозойських вапняках, на висотах 2200–2400 метрів.